# Henricus de Piro
Henricus de Piro, a quienes otros llaman de "Bruno", fue un cartujo y jurisconsulto de Alemania, fallecido después de 1470.

Subsquenter idem magister Henricus de Piro promotor, procurator praedictum, nomine procuratio,...
 de la obra escrita de Jean Hardouin titulada Acta Conciliorum et epistolae decretales, Parisiis, ex typographia Regia, 1714-1715, 11 vols.

## Biografía
Henricus, natural de Colonia, fue uno de los más sabios jurisconsultos del siglo XV, que reunía a la ciencia del derecho a la teología y las bellas artes.
Después de haber enseñado en Tréveris, asistió en el Concilio de Constanza en cuyas actas se encuentra citado con frecuencia.
Enseguida tomó el hábito de cartujo y ejerció el cargo de prior en diversas casas de su Orden, y como escritor dejó cuatro libros de Institutas de Justiniano y otros diversos tratados.

## Obras
- Ad Novitios liber unus,...,
- Compendium Henrici de Piro iurim censoris...., Kóbel, 1514.
- Contra esum carnium quorundam Monachorum.., manuscrito en la cartuja de Colonia, 1427.
- Excerpta ex malo granato
- Super institutiones,Cologne, Conrad Winters, 1482.
- Tractatus copulae et coniunctionis secundum Bartholum, 1514.